# Лаура Делль'Анджело
Лаура Делль'Анджело (італ. Laura Dell'Angelo; нар. 17 травня 1981) — колишня італійська тенісистка.
Найвищу одиночну позицію світового рейтингу — 175 місце досягла 19 червня 2000, парну — 245 місце — 8 вересня 2003 року.
Здобула 3 одиночні та 3 парні титули туру ITF.

## Фінали ITF
| Легенда         |
| --------------- |
| турніри $50,000 |
| турніри $25,000 |
| турніри $10,000 |

### Одиночний розряд (3–3)
| Результат | Ранг | Дата             | Турнір                | Покриття | Суперниця            | Рахунок          |
| --------- | ---- | ---------------- | --------------------- | -------- | -------------------- | ---------------- |
| Поразка   | 1.   | 11 серпня 1997   | ITF Катанія, Італія   | Ґрунт    | Марія Паола Дзавальї | 7–5, 6–7(1), 3–6 |
| Перемога  | 1.   | 16 серпня 1998   | ITF Альгеро, Італія   | Тверде   | Такемура Рьоко       | 6–2, 7–5         |
| Поразка   | 2.   | 13 вересня 1998  | ITF Фано, Італія      | Ґрунт    | Лурдес Домінгес Ліно | 1–6, 1–6         |
| Поразка   | 3.   | 9 листопада 1998 | ITF Сузану, Бразилія  | Ґрунт    | Андрея Ехрітт-Ванк   | 4–6, 3–6         |
| Перемога  | 2.   | 4 липня 1999     | ITF Орбетелло, Італія | Ґрунт    | Анастасія Мискіна    | 6–3, 7–6(8)      |
| Перемога  | 3.   | 21 квітня 2002   | ITF Кальярі, Італія   | Ґрунт    | Маргаліта Чахнашвілі | 6–3, 7–6(4)      |

### Парний розряд: 9 (3–6)
| Результат | Ранг | Дата              | Турнір                  | Покриття   | Партнерка                | Суперниці                              | Рахунок       |
| --------- | ---- | ----------------- | ----------------------- | ---------- | ------------------------ | -------------------------------------- | ------------- |
| Перемога  | 1.   | 21 квітня 1997    | ITF Сан-Северо, Італія  | Ґрунт      | Сабіна да Понте          | Марія-Паола Завальї Андрея Ехрітт-Ванк | 6–4, 4–6, 6–4 |
| Поразка   | 1.   | 26 травня 1997    | ITF Зальцбург, Австрія  | Ґрунт (i)  | Татьяна Гарбін           | Кароліна Шнайдер Патріція Вартуш       | 6–1, 3–6, 3–6 |
| Поразка   | 2.   | 16 серпня 1998    | ITF Альгеро, Італія     | Тверде     | Мара Сантанджело         | Алессія Ломбарді Елена Пйоппо          | 6–3, 2–6, 4–6 |
| Перемога  | 2.   | 7 вересня 1998    | ITF Фано, Італія        | Ґрунт      | Лурдес Домінгес Ліно     | Патрісія Маркова Петра Рампре          | 7–6, 2–6, 6–3 |
| Поразка   | 3.   | 15 листопада 1998 | ITF Сузану, Бразилія    | Ґрунт      | Антонелла Серра-Дзанетті | Андреа Шебова Сілвія Урічкова          | 6–3, 2–6, 4–6 |
| Поразка   | 4.   | 16 жовтня 2000    | ITF Жуе-ле-Тур, Франція | Тверде (i) | Мія Буріч                | Елені Даніліду Марія Гезненге          | 3–5, 1–4, 0–4 |
| Поразка   | 5.   | 15 вересня 2002   | ITF Софія, Болгарія     | Ґрунт      | Наталі В'єрін            | Віра Душевіна Галина Воскобоєва        | 6–3, 4–6, 2–6 |
| Поразка   | 6.   | 9 червня 2003     | ITF Градо, Італія       | Ґрунт      | Джорджа Мортелло         | Мервана Югич-Салкич Дарія Юрак         | 6–2, 3–6, 0–6 |
| Перемога  | 3.   | 5 жовтня 2003     | ITF Порту, Португалія   | Ґрунт      | Сібіль Баммер            | Івета Герлова Марі-Ев Пеллетьє         | 6–3, 7–5      |